# Parc Nacional de Junkerdal
El Parc Nacional de Junkerdal (en noruec: Junkerdal nasjonalpark) és un parc nacional que es troba als municipis de Saltdal i Fauske, al comtat de Nordland, Noruega, al llarg de la frontera amb Suècia. Amb 682 quilòmetres quadrats, el parc fou inaugurat el 2004. El parc limita amb la reserva natural Junkerdalsura.

## Natura

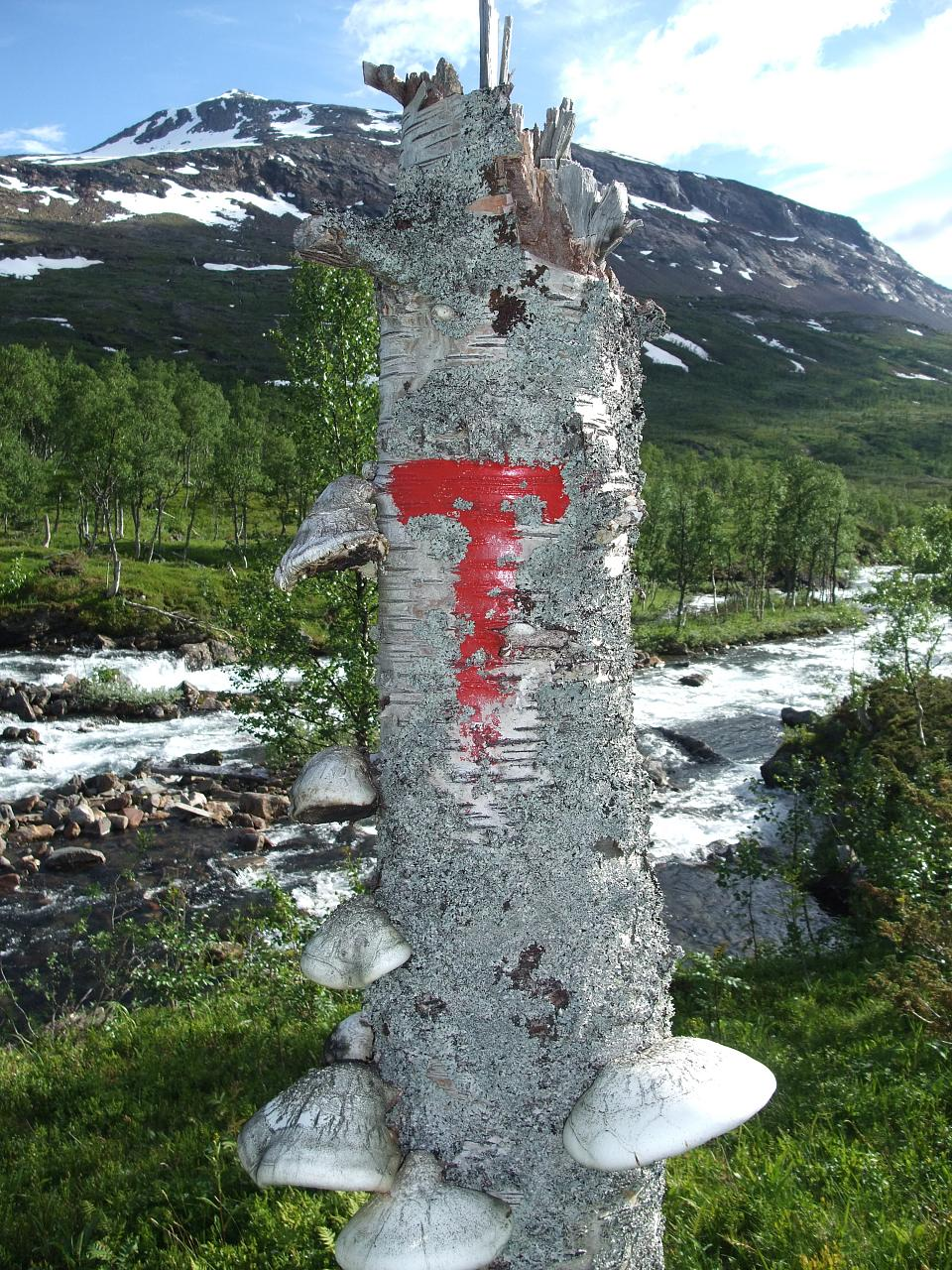
Ruta de senderisme marcada al Junkerdal

El parc és conegut per la seva variada flora. Algunes muntanyes i les terres altes tenen un gran nombre d'espècies àrtic-alpines. Les altituds més baixes del parc estan cobertes de boscos. Diverses de les espècies de plantes són generalment rares, com Cassiope tetragona. Saxifraga paniculata es troba a només tres llocs a Noruega, i està més àmpliament distribuïda al Parc Nacional de Junkerdal. Moltes de les plantes en aquest parc només es troben al nord, o en altres continents per complet. Algunes de les plantes especialitzades són Carex scirpoidea, Humilis erigeron i Angustifolia arnica, totes les quals es troben al límit meridional del parc. Altres plantes rares que es troben al parc nacional són Campanula uniflora, Pedicularis flammea i Pedicularis hirsuta.
Hi ha goluts, linxs i ossos bruns que viuen al parc. Els ants i els rens són alhora comununs a la zona. Una gran varietat d'aus de zones humides rares i amenaçades també nien a l'interior del parc nacional, entre ells inclou el grifó, l'àguila daurada, la calàbria petita, la calàbria aguda i l'ànec glacial.

## Nom
El primer element és junker significa "noble". Es creu que aquest topònim prové del mot de Preben von Ahlen (1606-1675), anomenat "el junker", que va passar per la vall del parc el 1658 durant una incursió i va destruir la mina sueca de plata Nasa. L'últim element és dal que significa "vall".

## Galeria

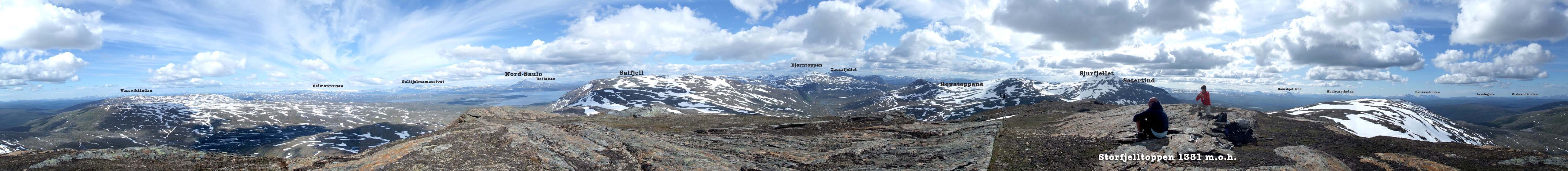
Panoràmica des del mont Storefjelltoppen

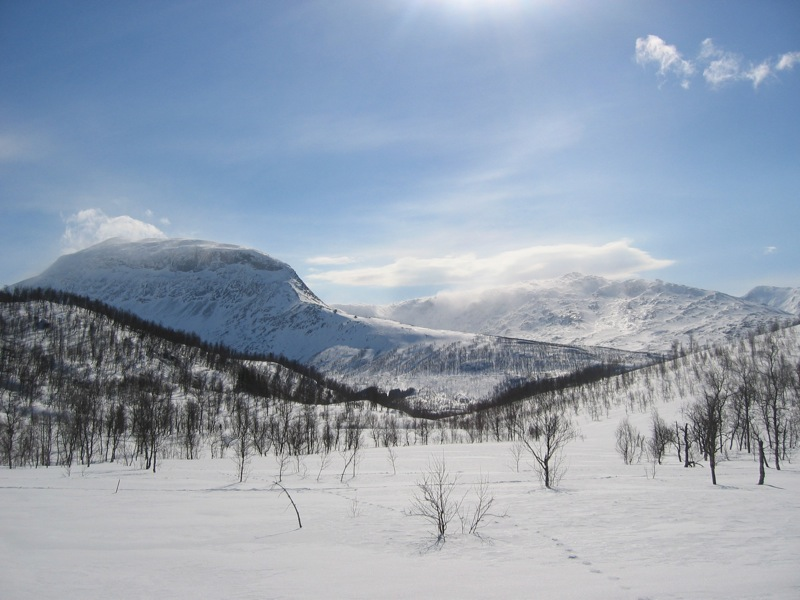
Sjurfjellet, febrer del 2007
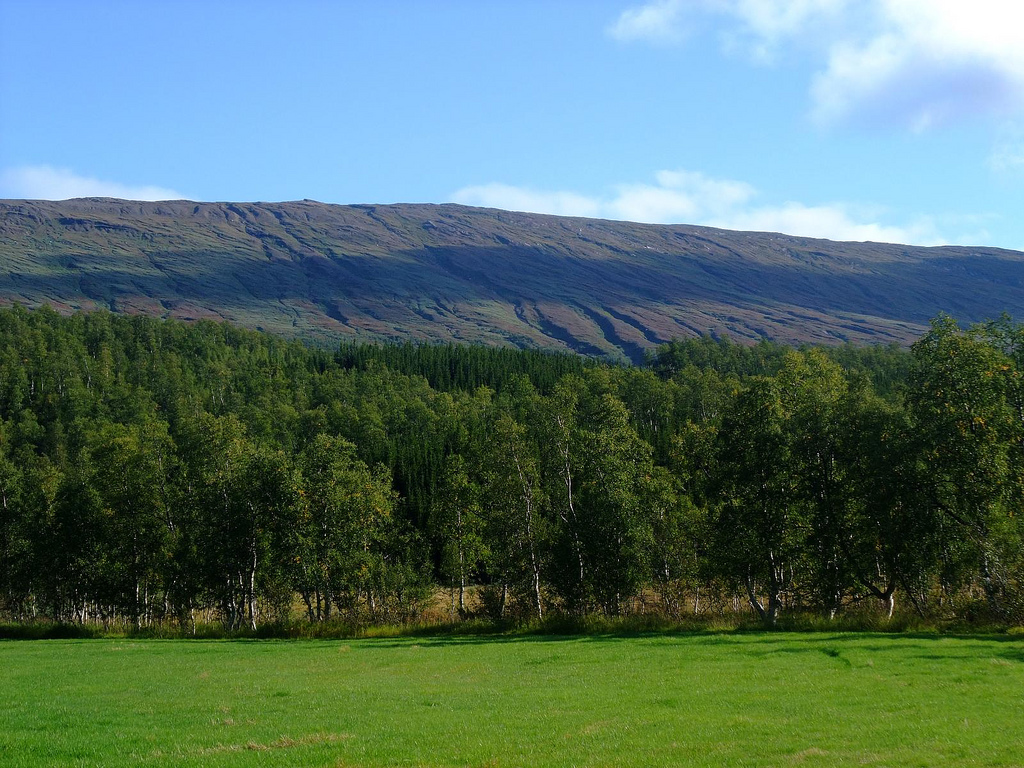
Vista de la muntanya Storfjellet
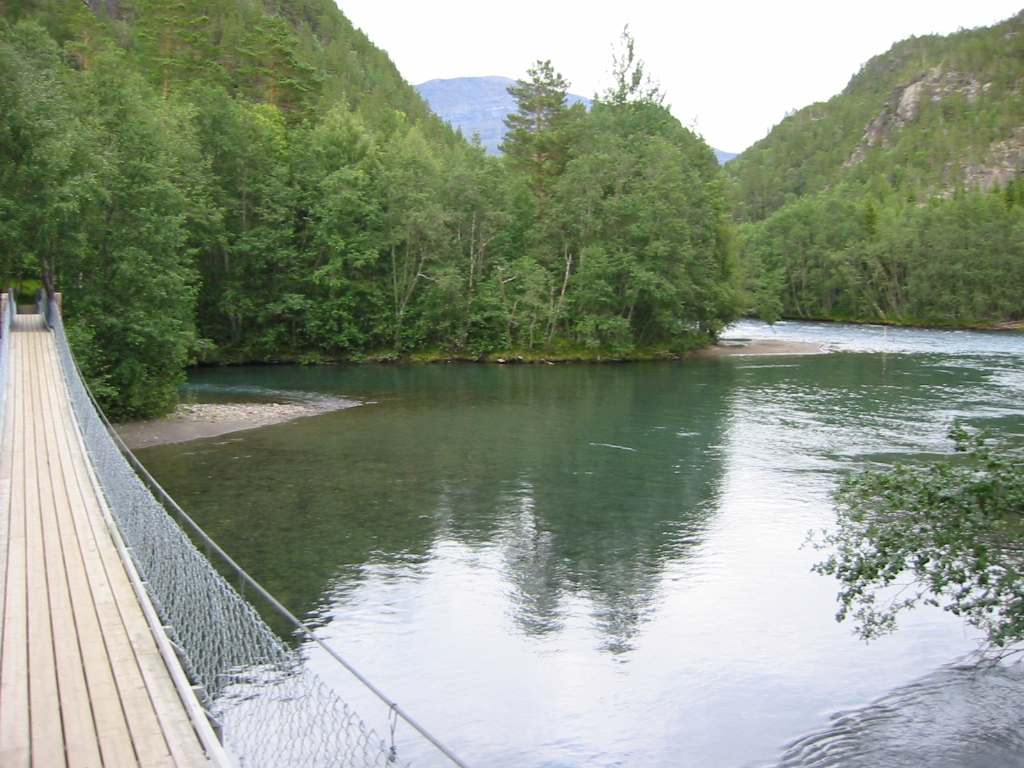
Vista de l'interior del parc
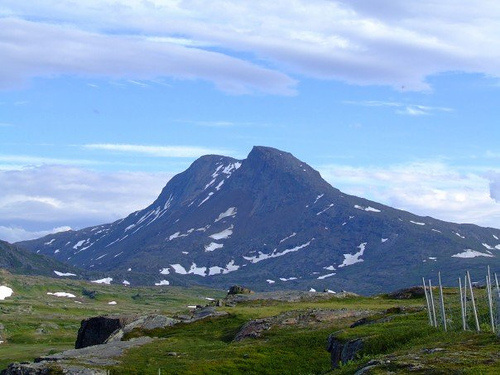
Muntanya Solvagtind
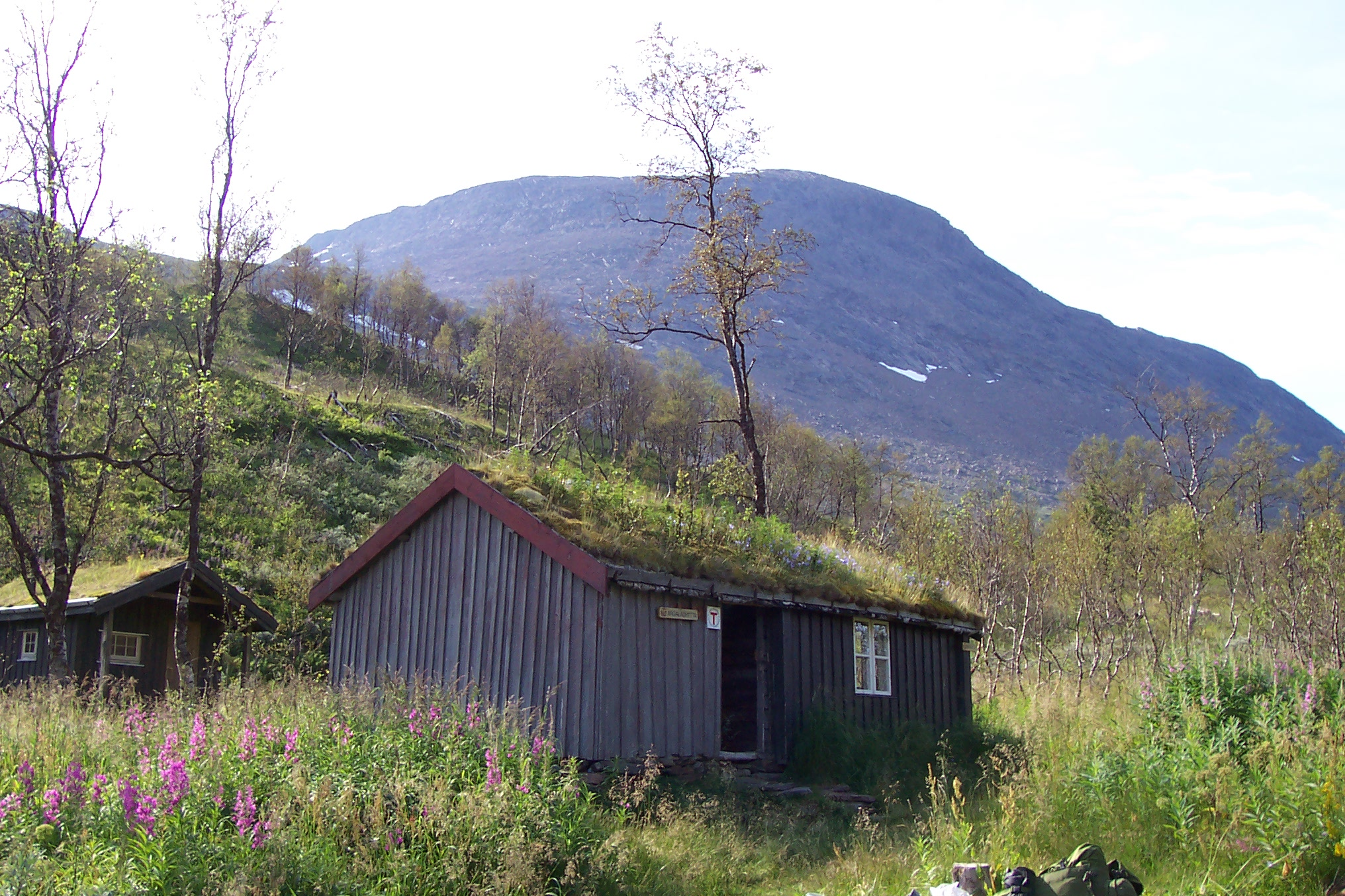
Barracó dins del parc